# Gozdna učna pot Panovec
Gozdna učna pot Panovec je bila odprta že leta 1981 kot šesta v Sloveniji. Leži na nadmorski višini 50 do 140 m. Naravni spomenik Panovec skozi katerega poteka gozdna učna pot, je bil razglašen leta 1985, leta 2009 pa določen kot gozd s posebnim namenom. 
Gozd Panovec se nahaja v neposredni bližini Nove Gorice in ima površino 380 ha.

## Zgodovina
Prva omemba Panovca bi lahko bila že iz leta 1001, ko sta bila prvič omenjena Solkan in Gorica. Takrat je Oton III. podelil del ozemlja med Sočo in Vipavo oglejskim patriarhom. Kdaj je ta posest prišla v roke goriških grofov tudi ni znano.
Prvi zapis o Panovcu najdemo v dokumentu iz leta 1470. Po smrti zadnjega goriškega grofa Leonarda leta 1500 postane Panove last Habsburžanov. Pod njimi je bil deležen posebne skrbi. Z njim je upravljal gozdarski urad v Gorici. Zaradi izkoriščanja lesa so nastajali tudi spori med goriškimi plemenitaši in oskrbnikom. Gozd je vendarle ohranil svojo neokrnjenost tudi po letu 1785, ko je bilo s katastrom urejeno vprašanje lastnine. Po zemljiški odvezi je postal državna last. Strokovno je za Panovec sredi 19. stoletja skrbel gozdar Josef Ressel, ki je izdelal gozdnogospodarski načrt.
Svoj prvotni izgled je Panovec izgubil med prvo svetovno vojno, saj je preko njega tekla prva bojna linija. Tudi druga svetovna vojna je pustila svoje posledice saj so po kapitulaciji Italije ljudje izrabili brezvladje in brez nadzora sekali v gozdu.

## Opis učne poti
Pot je možno prehoditi v dveh variantah: daljšo, to je 1800 m in krajšo, to je 1000 m. Dostop je možen iz treh smeri: pri poslopju MIP-a na Kromberku, pri zadrževalniku ob potoku Koren pri predoru Panovec in pri Gozdarski koči pred Rožno dolino. Simbol gozdne učne poti je bodika, grmičasta rastlina, ki je v Sloveniji zavarovana že od leta 1922. 
V gozdu Panovec je pestrost vrst izjemna. Evidentirano je bilo že preko sto vrst, od tega kar polovica tujerodnih, ki so bila v Panovec načrtno zasajena. Avtohtone vrste so hrasti, kostanji, češnje, skorš in beli gaber. V 20. stoletju sta bili prinešeni robinija in rdeči hrast, ki kot zelo agresivni vrsti spodrivata avtohtono rastje. Ob poti je posebej označenih kar 35 različnih predvsem drevesnih vrst. To so, po vrstnem redu ogleda: dob, navadni tulipanovec, kriptomerija, divja češnja, bambus, navadna robinija, beli gaber, navadni macesen, bela jelka, smreka, bukev, črna jelša, močvirska cipresa, divji kostanj, ostrolistni javor, beli javor, hikori, rdeči hrast, Lawsonova pacipresa, skorš, nešplja, brek, lobodika, zeleni bor, črni bor, omorika, graden, pravi kostanj, navadna bodika, tisa, veliki jesen, duglazija, metasekvoja, črni oreh in topol. 
Geološka podlaga v gozdu je eocenski fliš, sestavljen iz plasti laporja, skrilaste gline in peščenjakov. V območju Panovca je tudi zamočvirjeni del, skozenj pa teče tudi več potokov. Tudi živalstvo je pestro. Poleg male divjadi in ptic so pomembne dvoživke kot: robati pupek (Triturus vulgaris meridionalis), veliki pupek, navadni močerad, hribski urh, navadna krastača, zelena žaba in rosnica. Tukaj je bila najdena tudi redka laška žaba (Rana latastel), ki je zakonsko zaščitena. V gozdu živijo tudi kuščarji in kače ter veliko vrst metuljev.

## Rekreacija
Skozi gozd Panovec so speljane tudi rekreativne poti. Tukaj najdemo kolesarsko pot, trim stezo in tekaško pot.